# Cova de Novi Afon
Les coves de Novi Afon (en abkhaz: Афон Ҿыцтәи аҳаҧы; en georgià: ახალი ათონის მღვიმე; en rus: Новоафонская пещера, també Novoafonskaya, cova de Nou Atos, o coves de Nou Afon) és una cova càrstica a la muntanya d'Iveria, Abkhàzia, Geòrgia, prop de la ciutat de Novi Afon. És una de les coves més grans del món amb un volum aproximat d'1.000.000 de m3.
La cova de les muntanyes d'Iveria era coneguda des de l'antiguitat, anomenada «el pou sense fons». Fou explorada al 1961 per Zurab Tintilozov, Arsen Okrojanashvili, Boris Gergedava i Givi Smyr.
Des de 1975 és una atracció turística d'Abkàzia, accessible amb metro. Consta de 9 coves majors.

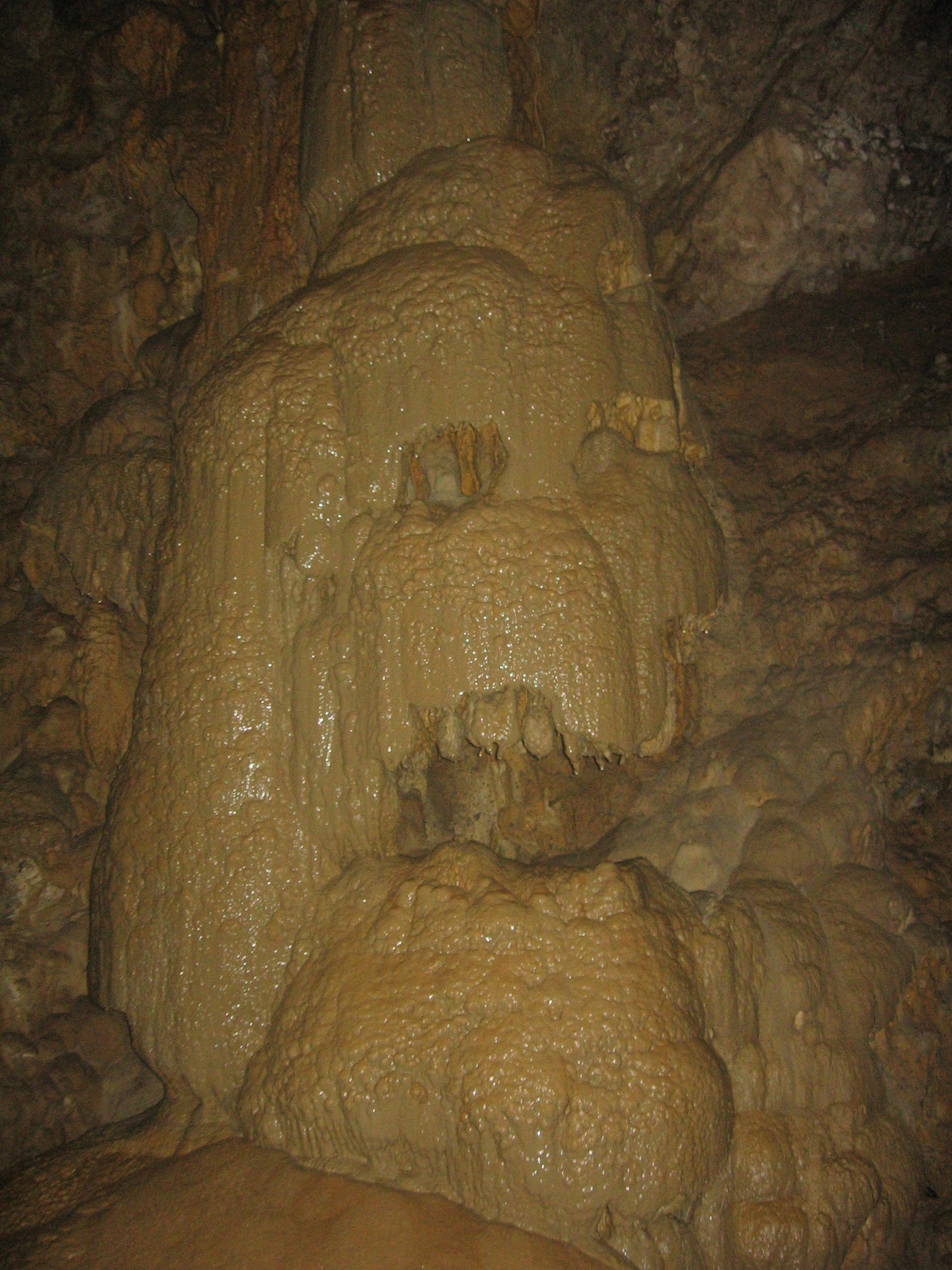
L'esquelet
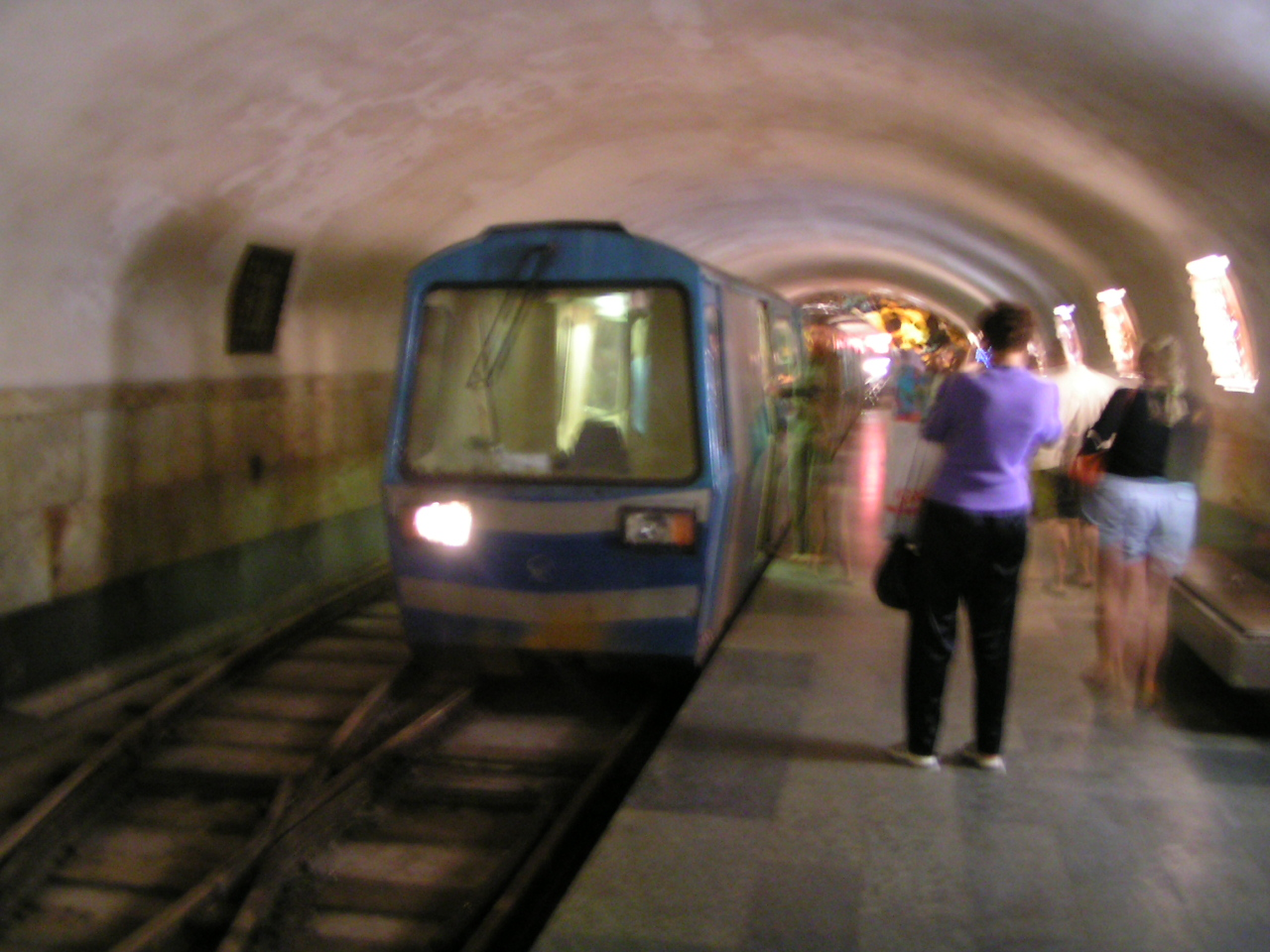
Metro de les coves de Novi Afon.